# Fußball-Amateurliga Bremen 1953/54
Die Fußball-Amateurliga Bremen 1953/54 war die fünfte Spielzeit der höchsten Amateurklasse des Bremer Fußball-Verbandes. Meister wurde wie in der Vorsaison Bremen 1860.

## Abschlusstabelle
| Pl. | Verein               | Sp. | Tore  | Punkte |
| --- | -------------------- | --- | ----- | ------ |
| 01. | Bremen 1860 (M)      | 26  | 86:29 | 42:10  |
| 02. | SV Hemelingen        | 26  | 58:37 | 37:15  |
| 03. | TuRa Bremen          | 26  | 61:37 | 34:18  |
| 04. | SV Woltmershausen    | 26  | 61:31 | 33:19  |
| 05. | SG Aumund-Vegesack   | 26  | 58:49 | 31:21  |
| 06. | Blumenthaler SV      | 26  | 47:45 | 26:26  |
| 07. | SV Grohn             | 26  | 53:56 | 26:26  |
| 08. | TuS Arsten (N)       | 26  | 53:55 | 25:27  |
| 09. | TSV Wulsdorf         | 26  | 43:47 | 25:27  |
| 10. | Bremer TG            | 26  | 46:56 | 24:28  |
| 11. | ATS Bremerhaven      | 26  | 32:49 | 21:31  |
| 12. | VfB Komet Bremen (N) | 26  | 31:55 | 17:35  |
| 13. | Geestemünder SC      | 26  | 39:70 | 15:37  |
| 14. | Lüssumer TV          | 26  | 15:67 | 08:44  |

| (M) | Meister der Vorsaison |
| (N) | Aufsteiger            |

## Aufstieg und Deutsche Amateurmeisterschaft
Der Meister Bremen 1860 hatte wie auch schon im Vorjahr in der anschließenden Aufstiegsrunde zur Oberliga Nord keinen Erfolg.
Als Bremer Vertreter nahm der SV Hemelingen an der Deutschen Amateurmeisterschaft 1954 teil und schied in der Vorrunde gegen Phönix Lübeck, den TSV Uetersen und Hertha BSC aus.